# Шишкин, Василий Михайлович
Васи́лий Миха́йлович Ши́шкин (13 февраля 1921, Яранский уезд, Вятская губерния — 1 января 1983, Киров) — командир отделения 53-го отдельного гвардейского Брестского сапёрного батальона (48-я гвардейская стрелковая дивизия, 20-й стрелковый корпус, 28-я армия, 3-й Белорусский фронт). Герой Советского Союза.

## Биография
Родился 13 февраля 1921 года в деревне Большое Лужаново в крестьянской семье. После окончания семилетней школы работал в колхозе.
В апреле 1941 года Советским райвоенкоматом Кировской области был призван в ряды РККА. С февраля 1942 года воевал на Западном, Юго-Западном, Степном, 2-м и 3-м Украинском, 1-м и 3-м Белорусском фронтах.
Командир отделения 53-го гвардейского отдельного сапёрного батальона гвардии старший сержант Шишкин при прорыве обороны немцев в Восточной Пруссии, в боях за город Гумбиннен 13 и 14 января 1945 года, действуя в составе групп разграждения под сильным артиллерийско-миномётным и ружейно-пулемётным огнём противника, снял 836 противотанковых и противопехотных мин, проделал 9 проходов в минных полях и проволочных заграждениях противника. 12 марта 1945 года в боях за высоту 79.0 в районе населённого пункта Весельхефен сапёр Шишкин разминировал подступы к высоте, снял 213 противотанковых и противопехотных мин, расчистив путь самоходной артиллерии и наступающей пехоте. Первым ворвавшись в траншеи противника, огнём из автомата и гранатами истребил 16 солдат, уничтожил 2 станковых пулемёта, взял в плен 4 солдат и 1 офицера противника.
Указом Президиума Верховного Совета СССР от 27 июня 1945 года за образцовое выполнение боевых заданий Командования на фронте борьбы с немецкими захватчиками и проявленные при этом отвагу и геройство гвардии старшему сержанту Шишкину Василию Михайловичу присвоено звание Героя Советского Союза с вручением ордена Ленина и медали «Золотая Звезда».
После демобилизации жил и работал в городе Киров.

## Награды
- Медаль «Золотая Звезда» (27.06.1945)[2];
- орден Ленина (27.06.1945);
- орден Красной Звезды (29.06.1944)[3];
- орден Славы 2-й степени (14.02.1945)[4];
- орден Славы 3-й степени (29.12.1944)[5];
- медаль «За боевые заслуги» (28.04.1943)[6];
- другие медали.

## Комментарии
1. ↑  Деревня Большое Лужаново, относившаяся в 1920-е годы к Советской волости Яранского уезда, в последующем входила в состав Городищенского, затем Петропавловского сельсовета Советского района Кировской области; упразднена 1.11.1996[1].